# 明治公園

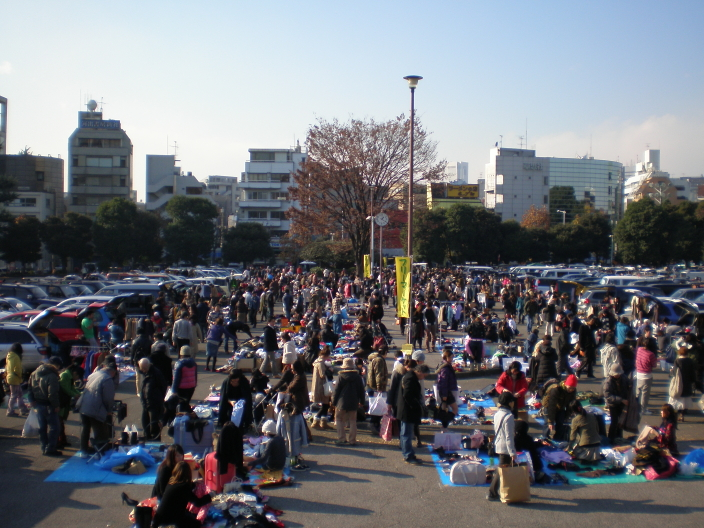
フリーマーケットが行われている明治公園

明治公園（めいじこうえん）は、東京都新宿区霞ヶ丘町および渋谷区千駄ヶ谷一丁目にある都立公園。
明治神宮外苑に隣接するが、神宮の管轄ではない。国立競技場が1964年東京オリンピックのメイン会場に決まった際に整備され、同年に開園した。

## 立地
公園用地は外苑西通りを挟んで東西に分かれる。西の渋谷区側（千駄ヶ谷一丁目）には東京体育館、陸上競技場などがあり、東の新宿区側（霞ヶ丘町）にはフリーマーケットの行われる霞岳広場がある。
近傍には明治神宮野球場（神宮球場）、国立競技場、日本青年館、秩父宮ラグビー場、聖徳記念絵画館、神宮外苑、東京体育館、新宿御苑などがある。
国立競技場に隣接するため、同競技場で多数の観客が訪れる試合が開催される場合は霞岳広場などが観客の待機場所として利用される例がある（Jリーグルヴァンカップ決勝戦など）。

## 歴史
- 1974年7月28日、冨士大石寺顕正会が「立正安国野外集会」を行う。3,000人が参加し、創価文化会館（創価学会本部）までデモ行進。
- 2012年10月6日から7日にかけて、鉄道フェスティバルがこの回だけ日比谷公園ではなく当公園で開催される。
- 2016年1月27日をもって、「四季の庭」「霞岳広場」は廃止。関係者以外立入禁止となった[1]。
- 2023年10月31日、希望の広場、インクルーシブ広場、みち広場、誇りの杜エリアを供用開始[2][3]。

## 交通アクセス
- 渋谷区側の敷地の各施設へは、JR東日本中央・総武緩行線千駄ケ谷駅から徒歩約3分、都営地下鉄大江戸線国立競技場駅から徒歩約2分、東京メトロ銀座線外苑前駅から徒歩約15分（公式サイトの案内による）。
- 新宿区側の霞岳広場へは、千駄ケ谷・国立競技場の両駅からの距離が遠く、外苑前駅からの距離が近くなる。
- 東京都交通局が運営する都バスでは、黒77系統などのバス停として、閉鎖(移転)前の霞岳広場と隣接する「明治公園前」バス停と、都営霞ヶ丘アパート跡に移転予定の広場に隣接する「霞ヶ丘」(以前は「霞ヶ丘団地」)バス停が設置されている。
- 渋谷区がコミュニティバスとして運営するハチ公バスでは「神宮の杜（もり）ルート」に、移転前の霞岳広場と隣接する「明治公園前」バス停が設置されている。